# الأرشيف والمكتبة الوطنية بإثيوبيا
الأرشيف والمكتبة الوطنية بإثيوبيا يوجد مقر هذه المؤسسة بالعاصمة أديس أبابا، وكما يدل اسمها فهي تقوم في نفس الوقت بدور دار محفوظات أو أرشيف ومكتبة وطنية.
- افتَتَح الإمبراطور هيلا سيلاسي المكتبة عام 1944، و وضع فيها هبة من الكتب. وفي عام 1976 صدر قانون عدد 76/50 الذي أعطى لمؤسسة الأرشيف والمكتبة الوطنية حق الإيداع القانوني بوضع ثلاث نسخ من كل ما ينشر فبي إثيوبيا. وتتبع هذا المؤسسة وزارة الإعلام والثقافة.[1]
- أما الأرشيف فقد أقيم عام 1979 وتضم محفوظاته مخطوطات تاريخية تعود إلى القرنين الرابع عشر والخامس عشر، وقد بدأ يشتغل مع أرشيفات القصر الكبير التابع للتاج الأميري وغيرها. ويضم مراسلات الملوك والأباطرة والأمراء ويعود بعضها إلى القرن التاسع عشر.[2]

## هيكلتها
يشرف على الأرشيف والمكتبة الوطنية الإثيوبية مدير عام، ويساعده مديران أحدهما للأرشيف الوطني والثاني للمكتبة الوطنية.
- ويضم الأرشيف الوطني: قسم الوصول إلى الأرشيف والترتيب؛ وقسم مستودع الأرشيف والبحث، ومركز الوثائق.[3]
- وتضم المكتبة الوطنية أقسام: قسم المقتنيات والفهرس المتحد، وقسم الدراسات الأثيوبية ومكتبة المراجع.[3]

## إشارات مرجعية
1. ↑  تاريخ المؤسسة نسخة محفوظة 12 أغسطس 2016 على موقع واي باك مشين.
2. ↑  الأرشيف الوطني الإثيربي نسخة محفوظة 12 أغسطس 2016 على موقع واي باك مشين.
3. 1 2 3  مكتبة وأرشيف إثيوبيا [وصلة مكسورة] نسخة محفوظة 12 أغسطس 2016 على موقع واي باك مشين. [وصلة مكسورة] نسخة محفوظة 12 أغسطس 2016 على موقع واي باك مشين.